# Bobsleigh nos Jogos Olímpicos
O bobsleigh é disputado nos Jogos Olímpicos desde a primeira edição, em Chamonix, França (só não foi disputado em Squaw Valley 1960, edição em que os organizadores decidiram não construir uma pista para reduzir custos). Em todas as edições as equipes foram compostas por quatro atletas (exceto pela edição de St. Moritz 1928, em que as equipes eram compostas por cinco atletas). A competição de duplas masculinas foi introduzida na edição de Lake Placid 1932, a competição de duplas femininas na edição de Salt Lake City 2002 e o monobob feminino em Pequim 2022.

## Eventos
| Evento                         | 24 | 28 | 32 | 36 | 48 | 52 | 56 | 64 | 68 | 72 | 76 | 80 | 84 | 88 | 92 | 94 | 98 | 02 | 06 | 10 | 14 | 18 | 22 |
| ------------------------------ | -- | -- | -- | -- | -- | -- | -- | -- | -- | -- | -- | -- | -- | -- | -- | -- | -- | -- | -- | -- | -- | -- | -- |
| Equipes masculinas (5 atletas) |    | •  |    |    |    |    |    |    |    |    |    |    |    |    |    |    |    |    |    |    |    |    |    |
| Equipes masculinas (4 atletas) | •  |    | •  | •  | •  | •  | •  | •  | •  | •  | •  | •  | •  | •  | •  | •  | •  | •  | •  | •  | •  | •  | •  |
| Duplas masculinas              |    |    | •  | •  | •  | •  | •  | •  | •  | •  | •  | •  | •  | •  | •  | •  | •  | •  | •  | •  | •  | •  | •  |
| Duplas femininas               |    |    |    |    |    |    |    |    |    |    |    |    |    |    |    |    |    | •  | •  | •  | •  | •  | •  |
| Monobob feminino               |    |    |    |    |    |    |    |    |    |    |    |    |    |    |    |    |    |    |    |    |    |    | •  |

## Quadro geral de medalhas
| Ordem | País                   | Medalha de ouro | Medalha de prata | Medalha de bronze |    |
| ----- | ---------------------- | --------------- | ---------------- | ----------------- | -- |
| 1     | GER Alemanha           | 16              | 9                | 7                 | 32 |
| 2     | SUI Suíça              | 11              | 9                | 11                | 31 |
| 3     | USA Estados Unidos     | 8               | 13               | 7                 | 28 |
| 4     | GDR Alemanha Oriental  | 5               | 5                | 3                 | 13 |
| 5     | CAN Canadá             | 5               | 2                | 4                 | 11 |
| 6     | ITA Itália             | 4               | 4                | 4                 | 12 |
| 7     | FRG Alemanha Ocidental | 1               | 3                | 2                 | 6  |
| 8     | AUT Áustria            | 1               | 2                |                   | 3  |
| 9     | GBR Grã-Bretanha       | 1               | 1                | 4                 | 6  |
| 10    | LAT Letônia            | 1               |                  | 2                 | 3  |
|       | URS União Soviética    | 1               |                  | 2                 | 3  |
| 12    | BEL Bélgica            |                 | 1                | 1                 | 2  |
|       | RUS Rússia             |                 | 1                | 1                 | 2  |
| 14    | KOR Coreia do Sul      |                 | 1                |                   | 1  |
| 15    | FRA França             |                 |                  | 1                 | 1  |
|       | ROU Romênia            |                 |                  | 1                 | 1  |